# Lycée français du Caire
Pour les articles homonymes, voir LFC.
Le lycée français du Caire (LFC) (arabe : الثانوية الفرنسية بالقاهرة) est un lycée français installé en Égypte. Il scolarisant plus de 1 600 élèves, et fonctionnant selon les programmes de l'Éducation nationale française. Il est réparti sur 4 sites au Caire: 
- Maadi (primaire)
- Zamalek (primaire)
- New Cairo (primaire)
- Mearag (collège et lycée)

## Organisation

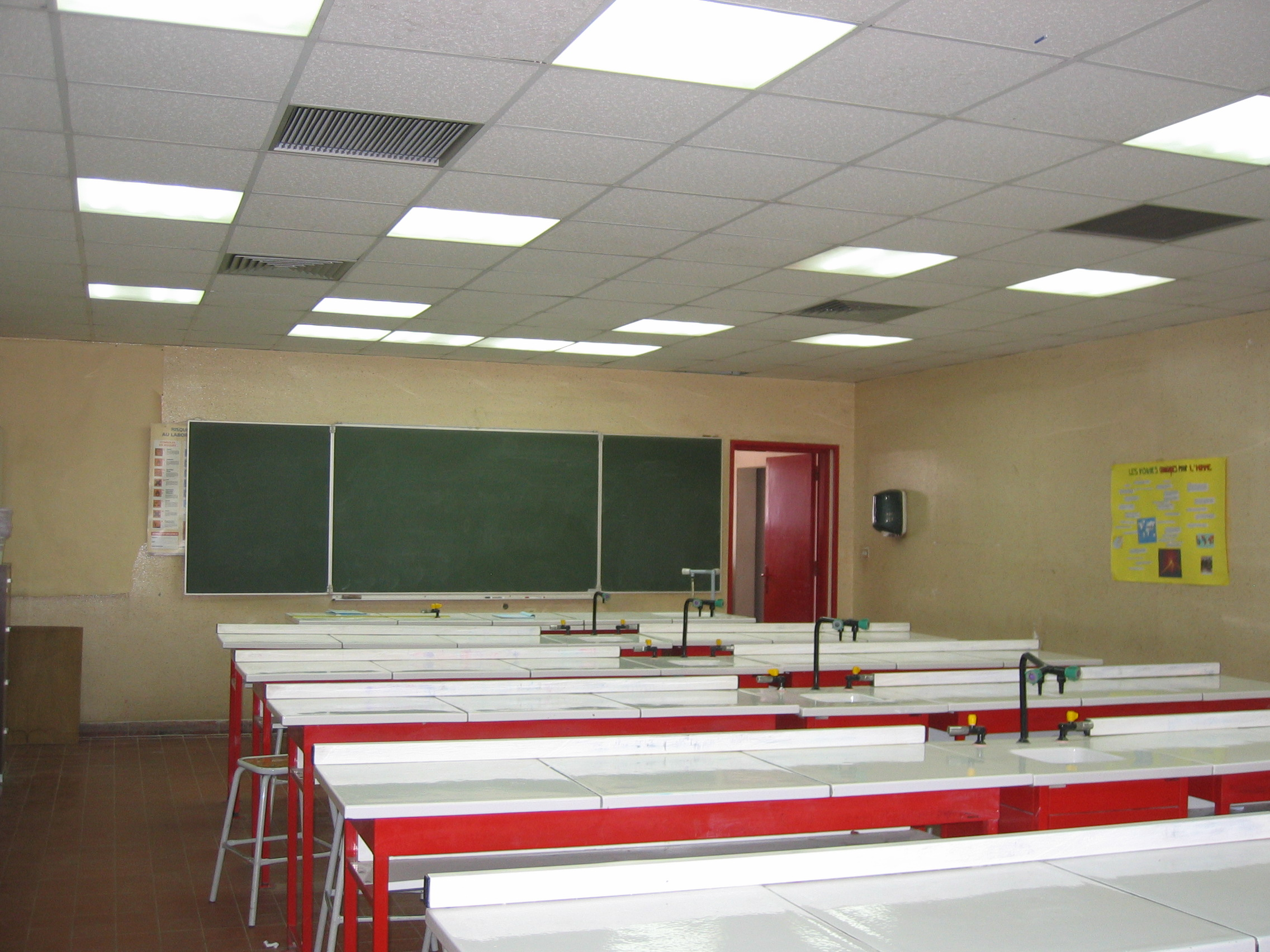
Un des laboratoires du lycée.

Le lycée français du Caire (LFC) est un établissement appartenant au réseau de l’Agence pour l’enseignement français à l’étranger (AEFE). Il scolarise de la maternelle à la terminale et prépare au Diplôme National du Brevet et au Baccalauréat général.
Près de 50 % des effectifs sont des Français, le reste étant composés d’Égyptiens (35 % des effectifs) ou issus des 36 autres nationalités représentées dans l’établissement. Les élèves y étudient de 7 h 45 à 16 h 35, sauf s’ils disposent de permanences lors des premières ou dernières heures de la demi-journée, s’ils disposent de l’autorisation parentale adéquate, auquel cas ils peuvent rentrer plus tard ou sortir plus tôt, selon le cas. Il est centre d’examen du bac et du brevet des collèges. 

### Installations

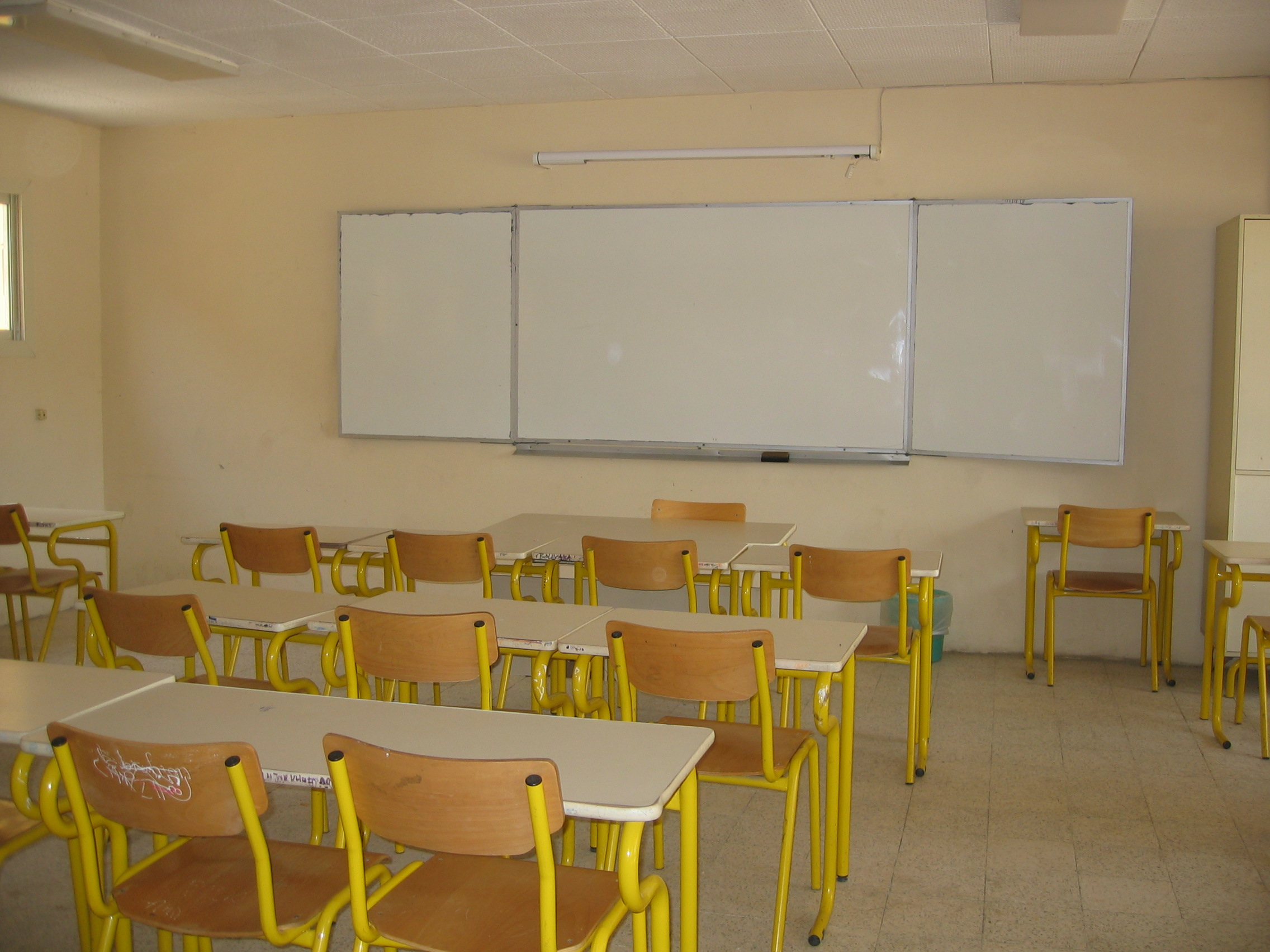
Une des salles de classe de l'établissement dans le quartier de Maadi.

Le lycée initial arrivant à saturation, un nouveau lycée a été construit de 2011 à 2013 dans le quartier de Maadi El Mérag, à proximité du supermarché Carrefour de Maadi, pour accueillir les classes du collège et du lycée. Les classes de maternelle et de primaire restant sur le site de Maadi.

### Centre de documentation
Le centre de documentation et d’information (CDI) du lycée contient environ 14 000 documents (livres et périodiques) a la disposition des élèves sur place ou en prêt pour une durée de 2 semaines. Un ensemble de 8 postes informatiques est également a disposition pour le travail scolaire.

## Historique
Bien que l’Égypte ait été un pays arabe sous domination anglaise, la langue française y a longtemps conservé un statut spécifique, dans les salons littéraires, et au sein de la bourgeoisie, ainsi que pour diverses communautés (juive, syro-libanaise, grecque, arménienne, etc.). Le lycée français du Caire est au départ une émanation de la Mission laïque française, association créée en 1902 ayant fondé à l'étranger et, notamment au Proche-Orient, différents lycées et collèges, pour diffuser un enseignement laïque ainsi que la langue et la culture françaises, dans le respect des cultures locales. La Mission laïque a ainsi pris en charge le lycée français d'Alexandrie, en 1909, créé par des parents, puis en 1911 le lycée français du Caire.
Ce lycée, créé peu avant la Première Guerre mondiale se maintient dans l'entre-deux-guerres puis durant la Seconde Guerre mondiale. En 1956, la crise du canal de Suez provoque une rupture des relations entre l’Égypte et la France, et la mise sous séquestre de l'établissement, qui est de fait nationalisé par les Égyptiens. En juillet 1959, grâce au réchauffement des relations entre les deux pays et à la politique arabe du général de Gaulle, le lycée est rendu a des administrateurs français, comme le lycée d'Alexandrie, puis intégré au réseau de l’Agence pour l’enseignement français à l’étranger (AEFE).

## Personnalités liées au lycée
Anciens élèves : 
- Jean Carzou (1907-2000), artiste peintre et graveur français d'origine arménienne.
- Hassan Pakravan (1911-1979), général et diplomate iranien.
- Salwa Hegazy (1933-1973), personnalité de la télévision et femme de lettres égyptienne.
- Claude François (1939-1978), chanteur français.
- Nahed Chérif (1942- 1981), actrice égyptienne.
- MC Solaar : (1969 - ) 9 mois en 1981, chanteur français[3].

Anciens professeurs et membres de l’encadrement : 
- Henri Bresc (1939-), historien médiéviste français : travaille au LFC en 1964-1965.
- Inji Efflatoun (1925-1989), artiste peintre égyptienne et militante féministe.